# Monofenestrats
Els monofenestrats (Monofenestrata) (del grec; μόνος (monós), «un / una» + del llatí; fenestra, «finestra ; finestra antorbitària» ; «una finestra antorbitària») són un grup de pterosaures no identificats que inclou la família Wukongopteridae i el subordre Pterodactyloidea.
El clade Monofenestrata es va definir el 2009/2010 com el grup que consta de Pterodactylus i totes les espècies que compartien amb Pterodactylus la sinapomorfia, tret derivat compartit, d'un confluent nasal extern amb la finestra antorbitària, la principal obertura del crani que s'obria al costat del musell. El nom deriva del grec monós, «únic» i del llatí fenestra, «finestra», que significa «una fenestra», a causa que a diferència dels arcosaures basals i els primers pterosaures (Ramforincoïdeus) no tenien diferenciada una obertura cranial o finestra davant de la conca ocular, pel fet que aquesta es fusiona amb els narius, aparentment per alleugerir el pes del crani. El concepte es va inspirar en el descobriment de Darwinopterus, una espècie que combina un crani de tipus pterodactiloide amb una construcció més basal del que resta del cos. Els Darwinoptera, un subgrup primitiu de monofenestrats que mostraven aquesta anatomia de transició, també van ser nomenats amb el nom de Darwinopterus i es van definir com tots els descendents del seu avantpassat comú amb Pterorhynchus.
Els primers fòssils monofenestrats coneguts s'han trobat a la formació de la Pissarra de Stonesfield del Regne Unit, que data de l'etapa Bathonià del Juràssic mitjà, datada fa uns 166 milions d'anys. Els elements identificats inclouen vèrtebres cervicals, quarts metacarpals i un possible sinsacre pterodactiloide.
A continuació, es mostra un cladograma que mostra els resultats d'una anàlisi filogenètica presentada per Andres, Clark & Xu, 2014. Aquest estudi va trobar els dos grups tradicionals de Ctenochasmatoidea i parents com a grup ramificat precoç, amb tots els altres pterodactiloides agrupats a Eupterodactyloidea.
|  | Pterorhynchus   |
|  |                 |
|  | Wukongopteridae |
|  |                 |

|               | Changchengopterus                                                   |
|               |                                                                     |
| Caelidracones | \| \| Anurognathidae \| \| \| \| \| \| Pterodactyloidea \| \| \| \| |
|               | \| \| Anurognathidae \| \| \| \| \| \| Pterodactyloidea \| \| \| \| |
|               | Anurognathidae                                                      |
|               |                                                                     |
|               | Pterodactyloidea                                                    |
|               |                                                                     |

|  | Anurognathidae   |
|  |                  |
|  | Pterodactyloidea |
|  |                  |

|  | Pterorhynchus   |
|  |                 |
|  | Wukongopteridae |
|  |                 |

|               | Changchengopterus                                                   |
|               |                                                                     |
| Caelidracones | \| \| Anurognathidae \| \| \| \| \| \| Pterodactyloidea \| \| \| \| |
|               | \| \| Anurognathidae \| \| \| \| \| \| Pterodactyloidea \| \| \| \| |
|               | Anurognathidae                                                      |
|               |                                                                     |
|               | Pterodactyloidea                                                    |
|               |                                                                     |

|  | Anurognathidae   |
|  |                  |
|  | Pterodactyloidea |
|  |                  |

|  | Pterorhynchus   |
|  |                 |
|  | Wukongopteridae |
|  |                 |

|               | Changchengopterus                                                   |
|               |                                                                     |
| Caelidracones | \| \| Anurognathidae \| \| \| \| \| \| Pterodactyloidea \| \| \| \| |
|               | \| \| Anurognathidae \| \| \| \| \| \| Pterodactyloidea \| \| \| \| |
|               | Anurognathidae                                                      |
|               |                                                                     |
|               | Pterodactyloidea                                                    |
|               |                                                                     |

|  | Anurognathidae   |
|  |                  |
|  | Pterodactyloidea |
|  |                  |

|  | Pterorhynchus   |
|  |                 |
|  | Wukongopteridae |
|  |                 |

|               | Changchengopterus                                                   |
|               |                                                                     |
| Caelidracones | \| \| Anurognathidae \| \| \| \| \| \| Pterodactyloidea \| \| \| \| |
|               | \| \| Anurognathidae \| \| \| \| \| \| Pterodactyloidea \| \| \| \| |
|               | Anurognathidae                                                      |
|               |                                                                     |
|               | Pterodactyloidea                                                    |
|               |                                                                     |

|  | Anurognathidae   |
|  |                  |
|  | Pterodactyloidea |
|  |                  |